# Popowo Podleśne
Popowo Podleśne [pronunciación en polaco: /pɔˈpɔvɔ pɔdˈlɛɕnɛ/] es un Asentamiento en el distrito administrativo de Gmina Mieleszyn, dentro del Distrito de Gniezno, Voivodato de Gran Polonia, en el oeste de Polonia central. Se encuentra aproximadamente a 4 kilómetros al este de Mieleszyn, a 16 kilómetros al norte de Gniezno, y a 53 kilómetros al noreste de la capital regional Poznań.